# レベル・ウィルソン
レベル・ウィルソン (Rebel Wilson) こと、メラニー・エリザベス・バウンズ（Melanie Elizabeth Bownds、1980年3月2日 - ）は、オーストラリア出身の女優。

## 来歴
1980年にオーストラリアのシドニーに生まれる。3人兄弟がおり、両親はプロの犬の調教師だった。数字に強かったことからもともとは数学者になるつもりだったが、進学したニューサウスウェールズ大学において法学と演劇を専攻。国際ロータリーの会員でもあり、アンバサダーとして南アフリカ共和国にも1年滞在した。しかし、マラリアにかかってしまったことで帰国。地元の「Australian Theatre for Young People」でさらに演劇を学び、ニコール・キッドマンが設立した若き俳優志望の学生への奨学金を得たことで2003年にニューヨークへ渡る。ニューヨーク滞在中は即興コメディ集団のセカンド・シティへ所属。また、持ち前のコメディセンスを生かし、脚本・プロデュース・スタンダップコメディアンと様々な能力を発揮。後に自身が執筆した脚本のミュージカルをメルボルンで上演したあたりから好評を得始め、太った体格を生かしてオーストラリア国内のシットコムやテレビドラマなどへ出演を重ねる。中でもオーストラリア国内ではコメディドラマ『PIZZA』への出演で知られており、その他にもオーストラリアがロケ地となったニコラス・ケイジ主演の『ゴーストライダー』へ出演するなどして着々とキャリアを重ねていった。2009年にはショートフィルムフェスティバルのTropfestにおいて最優秀女優賞を獲得している。
後に活動の場をアメリカへ移し、ウィリアム・モリス・エンデヴァー・エンターテイメントと契約。渡米後に出演した『ブライズメイズ 史上最悪のウェディングプラン』でクリステン・ウィグ演じる主人公のだらしないルームメイトを演じた。同作は大ヒットを記録し、ウィルソン自身もシットコムやテレビへの露出も徐々に増えていき、ARIAミュージック・アワードではホストを務めたほか、イベントなどにおける露出も増え、アメリカ国内でのキャリアも順調に重ねている。太った体格を生かすキャラクターを演じることが多く、キルステン・ダンスト主演の『バチェロレッテ あの子が結婚するなんて!』では、仲良し同級生の美女を差し置いて一番初めに結婚してしまう主人公の友人をユーモラスに演じている。2013年のMTVムービー・アワード2013ではホストを務めた。2013年から米国で放映されたコメディ・シリーズ・ドラマ『Super Fun Night』では主演に抜擢された。また2011年には有名ダイエット会社のJenny Craigのオーストラリア部門におけるスポークスマンに任命されている。
2019年にジェニエニドッツ役で出演したミュージカル映画『キャッツ』でデジタルテクノロジーによって猫化したキャストのビジュアルなどが酷評されると、第92回アカデミー賞授賞式では共演者のジェームズ・コーデンとともに猫の姿で視覚効果賞のプレゼンターを務めたことが話題となったほか、第40回ゴールデンラズベリー賞では最低助演女優賞を受賞した。

## 私生活
2012年から2015年まで、『ブライズメイズ 史上最悪のウェディングプラン』で兄を演じたイギリス出身のコメディアンマット・ルーカスとウェスト・ハリウッドのアパートをシェアしていた。ルーカス主演の2012年の『スモール・アパートメント ワケアリ物件の隣人たち』へも出演している。
2022年6月9日、ラモーナ・アグルマと交際していることを自身のInstagramで公表した。しかしこれは、シドニー・モーニング・ヘラルド紙が同性の恋人の存在を記事にすると事前に連絡したため、アウティングされる前にウィルソンが自ら公表に踏み切ったのだと後に明らかになった。

## フィルモグラフィ

### 映画
| 年   | 邦題 原題                                                                    | 役名                     | 備考 | 吹き替え                                              |
| ---- | ---------------------------------------------------------------------------- | ------------------------ | --- | ----------------------------------------------------- |
| 2007 | ゴーストライダー Ghost Rider                                                 | 小道の女性               | カメオ出演 | TBA                                                   |
| 2011 | ブライズメイズ 史上最悪のウェディングプラン Bridesmaids                      | ブリン                   | | TBA                                                   |
| 2012 | バチェロレッテ あの子が結婚するなんて! Bachelorette                          | ベッキー                 | | ふしだ里穂                                            |
| 2012 | スモール・アパートメント ワケアリ物件の隣人たち Small Apartments             | ロッキー                 | | TBA                                                   |
| 2012 | Black & White/ブラック & ホワイト This Means War                             |                          | カメオ出演 | TBA                                                   |
| 2012 | 恋愛だけじゃダメかしら? What to Expect When You're Expecting                 | ジャニス                 | | TBA                                                   |
| 2012 | アイス・エイジ4/パイレーツ大冒険 Ice Age: Continental Drift                  | ラズ                     | 声の出演 | 高乃麗                                                |
| 2012 | ピッチ・パーフェクト Pitch Perfect                                           | ファット・エイミー       | *MTVムービー・アワード: 新人賞 (2013) *ティーン・チョイス・アワード 映画部門: コメディ女優賞 (2013) *ノミネート - デトロイト映画批評家協会賞: 新人賞 (2012) *ノミネート - MTVムービー・アワード: 主演女優賞 (2013) *ノミネート - サンディエゴ映画批評家協会賞: 助演女優賞 (2013) | 平井まみ（日本盤ソフト版） 品田美穂（海外盤ソフト版） |
| 2013 | ペイン&ゲイン 史上最低の一攫千金 Pain & Gain                                 | ロビン・ペック           | | 品田美穂                                              |
| 2014 | ナイト ミュージアム/エジプト王の秘密 Night at the Museum: Secret of the Tomb | ティリー                 | | 渡辺直美                                              |
| 2015 | ピッチ・パーフェクト2 Pitch Perfect 2                                        | ファット・エイミー       | | 品田美穂                                              |
| 2016 | ワタシが私を見つけるまで How to be single                                    | ロビン                   | | （吹き替え版なし）                                    |
| 2017 | ピッチ・パーフェクト ラストステージ Pitch Perfect 3                          | ファット・エイミー       | | 品田美穂                                              |
| 2019 | ロマンティックじゃない? Isn't It Romantic?                                   | ナタリー                 | Netflixオリジナル映画 | 品田美穂                                              |
| 2019 | ザ・ハッスル The Hustle                                                      | ペニー・ラスト           | 兼製作 | 品田美穂                                              |
| 2019 | ジョジョ・ラビット Jojo Rabbit                                               | フロイライン・ラム       | | 斉藤貴美子                                            |
| 2019 | キャッツ Cats                                                                | ジェニエニドッツ         | 第40回ゴールデンラズベリー賞: 最低助演女優賞 | 浦嶋りんこ                                            |
| 2022 | シニアイヤー Senior Year                                                     | ステファニー・コンウェイ | Netflixオリジナル映画 | 松井茜                                                |
| 2022 | The Almond and the Seahorse                                                  | サラ                     | | N/A                                                   |
| 2024 | The Deb                                                                      | ジュリエット             | 兼監督・製作・脚本 |                                                       |
| TBA  | Bride Hard                                                                   | サム                     | ポストプロダクション |                                                       |

### テレビシリーズ
| 年   | 邦題 原題                                           | 役名              | 備考                                                 | 吹き替え |
| ---- | --------------------------------------------------- | ----------------- | ---------------------------------------------------- | -------- |
| 2019 | Les Norton                                          | モリーン          | レギュラー出演                                       | N/A      |
| 2021 | ブレイン・ゲーム スターの頭脳チャレンジ Brain Games | ゲスト            | ナショナル ジオグラフィックで放送                    | 品田美穂 |
| 2021 | アニマル -自然界の実力者たち- Animal                | 本人 / ナレーター | Netflixオリジナルシリーズ 第1シーズン第3話「有袋類」 | 品田美穂 |